# Miloš Filipović
Miloš Filipović (in serbo Милош Филиповић?; Belgrado, 9 maggio 1990) è un calciatore serbo, centrocampista del Radnički Obrenovac.

## Palmarès

### Club

#### Competizioni nazionali
- Campionato bosniaco: 3

Zrinjski Mostar: 2015-2016, 2016-2017, 2017-2018

### Individuale
- Capocannoniere del campionato bosniaco: 1

2017-2018 (16 reti)